# Maltecora
Maltecora Simon, 1910 è un genere di ragni appartenente alla famiglia Salticidae.

## Distribuzione
Le tre specie oggi note di questo genere sono diffuse nello Stato di São Tomé e Príncipe, nel Golfo di Guinea; in particolare due specie sono endemiche dell'isola di Príncipe e una di São Tomé.

## Tassonomia
A dicembre 2010, si compone di tre specie:
- Maltecora chrysochlora Simon, 1910 — Príncipe (São Tomé)
- Maltecora divina Simon, 1910 — Príncipe (São Tomé)
- Maltecora janthina Simon, 1910[2] — São Tomé